# Oliver Dohnányi
Oliver Dohnányi (Oliver von Dohnányi) (* 2. března 1955, Trenčín) je operní a symfonický dirigent.

## Kariéra
Studoval skladbu, dirigovaní a houslovou hru na bratislavské Konzervatoři a dále dirigování u Václava Neumanna a Aloise Klímy na pražské Akademii múzických umění. Ve svých studiích pokračoval u dirigenta Otmara Suitnera na Univerzitě hudebních a dramatických umění ve Vídni a navštívil mistrovské kurzy u Igora Markeviče, Arvida Jansonse a Franca Ferrary. Byl finalistou významných dirigentských soutěží (např. Dirigentské soutěže Maďarské televize nebo Talichovy soutěže Pražského jara).
Jako hostující dirigent vystoupil v mnoha světových operních domech a dirigoval významné orchestry celého světa.
V letech 1993–1996 a 2004–2007 působil jako šéfdirigent Národního divadla v Praze. Během této doby nastudoval a dirigoval tyto inscenace: Libuše, Prodaná nevěsta (Smetana), Romeo a Julie (Ch. Gounod), La bohéme, Tosca (Puccini), Aida, Rigoletto (G. Verdi), Samson a Dalila (C. Saint-Saëns), Norma (V. Bellini), balety Rómeo a Júlie, Popelka (S. Prokofjev), Kouzelná flétna, Don Giovanni a Figarova svatba (Mozart). S posledně jmenovanými díly slavil významné úspěchy na pravidelných turné Národního divadla v Japonsku. Pro Státní operu Praha dirigoval opery Lazebník sevillský a Turek v Itálii (Rossini).
V Anglické národní opeře (ENO) uvedl opery Mefistofele (A. Boito), Falstaff (G. Verdi) a Veselou vdovu (Lehár). V roce 1998 dirigoval koncertní provedení Smetanovy Libuše na Edinburském festivalu.
Je dlouholetým hostujícím dirigentem Opery North a orchestru Northern Philharmony v anglickém Leedsu, kde nastudoval opery Carmen (G. Bizet), Hamlet (A. Thomas), La Gioconda (A. Ponchielli), Norma (V. Bellini), Andea Chénier (U.Giordano), z českého operního repertoáru zde uvedl Smetanovu Prodanou nevěstu a Dvořákovu Rusalku.
Od roku1999 dirigoval v Badisches Staatstheater Karlsruhe, kde nastudoval opery Macbeth (G. Verdi) a Romeo a Julie (Ch. Gounod). V Národním divadle v Mannheimu dirigoval Dona Giovanniho (W.A.Mozart) a Toscu (G.Puccini), v Národním divadle ve Výmaru Donna Giovanniho (W.A.Mozart). V roce 2000 se uskutečnil jeho americký debut s orchestrem Chicago Sinfonietta. Za nahrávku televizní opery slovenského skladatele Juraja Filase Memento Mori se Symfonickým orchestrem FOK získal zvláštní cenu na Televizním festivalu v rakouském Salcburku. Od roku 2001 pravidelně spolupracoval s Bavorskou státní operou v Mnichově, v roce 2004 s velkým úspěchem dirigoval Mozartovu Kouzelnou flétnu ve slavném Teatro Colón v Buenos Aires.
V letech 2006–2010 působil též jako umělecký šéf opery Národního divadla moravskoslezského v Ostravě. Během této doby vytvořil a dirigoval opery: La traviata (G.Verdi), Vita (M.Tuttino), Faust (Ch. Gounod), Carmen (G. Bizet), Don Giovanni a Figarova svatba (W. A. Mozart), Prodaná nevěsta a Dalibor (B. Smetana), Její pastorkyňa (L. Janáček) a balet Romeo a Julie (S. Prokofjev).
V červnu 2006 byl vybrán na post šéfdirigenta Symfonického orchestru slovenského rozhlasu v Bratislavě a od téhož roku byl také stálým hostujícím dirigentem Záhřebské filharmonie a Symfonického orchestru Chorvatského rádia v Záhřebu. Od roku 2007 byl stálým hostujícím dirigentem opery v německém Stuttgartu, v březnu téhož roku nastudoval Smetanovu Prodanou nevěstu se souborem opery v Baltimoru (USA).
V roce 2011 se úspěšně uvedl na Novém Zélandu, kde v Aucklandu a Wellingtonu dirigoval Mascagniho Sedláka kavalíra a Leoncavallovy Komedianty. V roce 2012 tam uvedl také Smetanovu Prodanou nevěstu a v roce 2017 Bizetovu Carmen.
V letech 2013 a 2014 dirigoval mimořádně úspěšné novoroční Gala-koncerty s Dallas Symphony Orchestra.
Od sezony 2015/16 byl jmenován hlavním dirigentem Uralské opery v Jekatěrinburgu v Rusku. V roce 2015 získal svou první inscenací opery Philipa Glasse „Satyagraha“ dvě Zlaté masky – nejvyšší celoruské divadelní ocenění, včetně Zvláštní ceny poroty. Produkce byla představena v Moskevském Velkém divadle (Bolshoi Teater) během festivalu Zlatá maska a okamžitě přitáhla pozornost ruských i mezinárodních kritiků i odborníků.
V roce 2017 debutoval operou Leoše Janáčka Kátja Kabanová s americkým souborem Opera Seattle. V témže roce se vrátil do argentinského Teatro Colon v Buenos Aires, kde uvedl Wagnerovu prvotinu Zákaz lásky (Das Liebesverbot). Tuto operu dirigoval rovněž v letech 2014–15 v Teatro Verdi, Trieste.
V dubnu 2018 obdržel Oliver Dohnányi Zlatou Masku – nejvyšší cenu ruského divadla v kategorii „Nejlepší práce dirigenta v opeře“ za inscenaci opery Mečislava Weinberga Pasažérka mezi cca 85 dirigentů, kteří pracují v Rusku. 
„Slovenský dirigent Oliver Dohnányi, který vede soubor jekatěrinburské Opery (Ural Opera Balet), byl oceněn jako nejlepší dirigent v opeře. Opera, kterou provedl, „Pasažérka“ (The Passenger) od Mieczysława Weinberga (v ruské premiéře) o ženě přeživší holocaust a jejím mučiteli, získala další cenu za nejlepší ženskou hlavní roli. První představení bylo natočeno na DVD.“ http://sputnikimages.com/hier_rubric/photo/5476301.html
Za pět let svého působení v Jekatěrinburgu se mu povedlo proměnit poměrně nevýrazný oblastní soubor v jedno z nejlepších operních divadel v Rusku. Na jeho premiéry se sjížděli znalci i operní kritici nejen z celého Ruska, ale i ze zahraničí. Kromě již vzpomínaných oper uvedl v ruské premiéře taky Řecké pašije Bohuslava Martinů, z klasického repertoáru tam dirigoval zejména opery Turandot, Kouzelná flétna, Rusalka, Carmen, Bludný Holanďan, Otello, La bohéme či Evžen Oněgin. Jeho posledním úspěchem byla inscenace opery Petra Eotvose Tři sestry, oceněná Zlatou Maskou jako nejlepší inscenace roku. Jako občan EU nesměl v Rusku od roce 2020 pokračovat ve významné kulturní vedoucí funkci. Jeho další působení v Rusku zpečetila pandemie covidu-19 a následně válka na Ukrajině.
V roce 2019 se představil australským divákům inscenací Bizetovy Carmen v Adelaide se Státní operou South Australia a vzápětí s Operou Queensland v Brisbane s vysoce oceňovanou produkcí Pucciniho Toscy. V srpnu 2019 uvedl koncertní provedení Dvořákovy Rusalky na Copenhagen Opera Festival s orchestrem Slovenského národního divadla.
Během své kariéry spolupracoval s mnoha špičkovými světovými orchestry, jako např. Yomiuri Nippon SO Tokio, Royal Liverpool Philharmonic, Petrohradská filharmonie, Maďarská národní filharmonie, Chicago Sinfonietta, Portugalský symfonický orchestr, Státní filharmonie Brno, Česká filharmonie, English Chamber Orchestra, London Mozart Players, English Northern Philharmonia, RSO Lugano, I Solisti di Napoli, RSO Saarbrücken, RSO Basel, Porto Philharmonic, Irská národní filharmonie, Ulster Orchestra, BBC Scottish Symphony Orchestra Glasgow, Adelaide Symphony Orchestra, Queensland Symphony Orchestra, Orquesta Filarmónica Buenos Aires a New Zealand Symphony Orchestra.

### Současnost
- Dirigent Copenhagen Opera Festival (Dánsko) (2019)
- Hostující dirigent Opera Queensland, Brisbane (Austrálie) (2019)
- Hostující dirigent State Opera South Australia, Adelaide (Austrálie) (2019)
- Hostující dirigent opery v Seattle (U.S.A.) (2017)
- Hostující dirigent Teatro Colon, Buenos Aires (2017)
- Hostující dirigent Maďarské státní opery (od 2016)
- Šéfdirigent Státního divadla opery a baletu, Jekatěrinburg (Rusko) (2015-2020)[2]
- Stálý hostující dirigent Opera North, Leeds 1994)
- Stálý hostující dirigent Slovak Sinfonietta, Žilina ŠKO (od 1983)

### Působení
- Šéfdirigent orchestru Divadla J. K. Tyla v Plzni (2014–2015)
- Šéf opery Národního divadla moravskoslezského, Ostrava (2006–2010)
- Šéfdirigent opery Národního divadla, Praha (1993–2007)
- Šéfdirigent Symfonického orchestru Slovenského rozhlasu, Bratislava (2006–2007)
- Šéfdirigent Slovak Sinfonietta, Žilina ŠKO (2004–2015)
- Stálý hostující dirigent Bavorské státní opery, Mnichově (2001–2004)
- Stálý hostující dirigent Yomiuri Nippon Symphonic Orchestra, Tokio (2000–2003)
- Stálý hostující dirigent English National Opera ENO, London (od 2000)
- Stálý hostující dirigent Opera North and Northern Philharmonia, Leeds (od 1994)
- Šéfdirigent opery Slovenského národního divadla, Bratislava (1986–1991)
- Dirigent Slovenské filharmonie, Bratislava (1987–1991)
- Dirigent Symfonického orchestru Slovenského rozhlasu, Bratislava (1979–1986)